# Шишкин, Николай Васильевич
 Никола́й Васи́льевич Ши́шкин  (23 сентября 1924 — 17 марта 1988) — командир отделения 1-й стрелковой роты 1031-го стрелкового полка (280-я Конотопская стрелковая дивизия, 60-я армия, Центральный фронт). Герой Советского Союза.

## Биография
Родился 23 сентября 1924 года в селе Сагайское в крестьянской семье. Окончил 6 классов. Работал трактористом в колхозе.
В августе 1942 года Каратузским РВК был призван в ряды РККА, направлен для прохождения службы на Тихоокеанский флот. С августа 1943 года воевал на Центральном, 1-м Украинском фронтах.
Командир отделения младший сержант Шишкин в ночь с 24 на 25 сентября 1943 года в районе Рыбачьего промысла, юго-западнее села Окунино Остёрского района Черниговской области, с другими бойцами под ураганным огнём противника на рыбачьей лодке переплывал Днепр. За 30 метров до берега противник пулемётной очередью пробил лодку. Шишкин с ручным пулемётом бросился в реку и вплавь достиг правого берега. Волной его отнесло метров на 40 от высадки. Он остался один, но не растерялся. С криком «Ура!» выскочил на возвышенное место и открыл огонь. Два часа короткими очередями он отгонял противника от берега. Когда закончились патроны, спустился вниз и по воде добрался до своих товарищей. Пополнив боеприпасы, он выдвинулся вперёд, замаскировался, и до утра отражал контратаки противника. Противник был отброшен за 2 км от берега. Младший сержант Шишкин за 42 часа участвовал в отражении 12 контратак и 6 раз ходил в атаку, лично уничтожил до 42 солдат и одного офицера противника, гранатами и пулемётным огнём подавил четыре пулемётные точки, которые препятствовали форсированию Днепра.
Указом Президиума Верховного Совета СССР от 17 октября 1943 года за успешное форсирование реки Днепр севернее Киева, прочное закрепление плацдарма на западном берегу реки Днепр и проявленные при этом отвагу и геройство старшему сержанту Шишкину присвоено звание Героя Советского Союза с вручением ордена Ленина и медали «Золотая Звезда».
В 1944 году окончил курсы младших лейтенантов. В 1946 году в звании лейтенанта уволен в запас. Жил и работал в Ленинграде. Умер 17 марта 1988 года. Похоронен на Красненьком кладбище (Санкт-Петербург).

## Награды
- Медаль «Золотая Звезда» (17.10.1943)[2][3];
- два ордена Ленина (17.10.1943; 1944);
- орден Отечественной войны I степени (11.03.1985)[4];
- орден Отечественной войны II степени (14.03.1945)[5];
- орден Красной Звезды (1944);
- медали.